# Alekséi Grechkin
Alekséi Aleksándrovich Grechkin (en ruso: Алексе́й Алекса́ндрович Гре́чкин; Karpenka, Imperio ruso, 14 de marzojul./ 26 de marzo de 1893greg. – Moscú, Unión Soviética, 30 de agosto de 1964) fue un líder militar soviético.
Después de servir en la Primera Guerra Mundial como oficial del Ejército Imperial Ruso, se unió al Ejército Rojo en 1918 y luchó en la Guerra civil rusa. Ascendió de rango en el período de entreguerras y comandó una división en la Guerra de Invierno. Después del inicio de la Operación Barbarroja, la invasión alemana de la Unión Soviética, comandó temporalmente el Distrito Militar del Cáucaso Norte y, como comandante del grupo operativo del 56.º Ejército, dirigió a sus tropas en la batalla de Rostov. Estuvo al mando del 9.° Ejército y del 28.° Ejército en 1943 y fue subcomandante del Tercer Frente Báltico en el verano de 1943. Después de la guerra, comandó sucesivamente dos cuerpos de fusileros y los cursos de mejora para comandante de la Escuela Superior de Fusileros para Personal de Mando del Ejército Rojo, llamados cursos Vystrel, antes de su retiro en 1954.

## Biografía

### Infancia y juventud
Alekséi Grechkin nació el 26 de marzo de 1893 en la pequeña localidad rural (seló) de Karpenka, situado en el Uyezd de Novouzensky de la gobernación de Samara (actualmente en el raión de Krasnokutsk del óblast de Sarátov en Rusia). En 1910, se graduó en la escuela de maestros en Diakovka, después trabajó como maestro en distintas escuelas rurales.
En 1914, después del comienzo de la Primera Guerra Mundial, fue reclutado por el Ejército Imperial Ruso, donde sirvió en el batallón de reserva del Regimiento de Salvavidas Izmaylovsky. A finales de mayo de 1915, ingresó en la 3.ª Escuela de Praporshchiks de Petrogrado y se graduó en agosto. Posteriormente fue ascendido a práporshchik y enviado al Frente Occidental, donde sirvió con el 228.º Regimiento de Fusileros de Zadonsk de la 57.ª División de Fusileros, estuvo involucrado en intensos combates en el área de la Fortaleza de Osowiec. Más tarde fue trasladado con el regimiento al Frente Rumano y luego al Frente Sudoeste, donde participó en los combates en la zona del río Stokhid. Se convirtió en comandante de compañía, fue elegido comandante de batallón y ascendido a capitán de Estado Mayor. Después de la Revolución rusa, se convirtió en miembro del comité del regimiento, pero volvió a la enseñanza después del colapso del ejército.
Se unió al Ejército Rojo en agosto de 1918 y fue nombrado comisario adjunto del Estado Mayor de la República Soviética del Don. Posteriormente luchó en el Frente Sur de la guerra civil rusa como comandante de batallón, jefe de defensa del Uyezd de Morshansky y comandante del regimiento de reserva del 9.º Ejército de Kubán. Luchó en numerosas batallas contra el 4.° Cuerpo de Caballería Don del Ejército Blanco, la eliminación de la fuerza de desembarco de Serguéi Ulagai y la represión de los partisanos antisoviéticos en el Kubán.

### Periodo de entreguerras
Después del final de la guerra, en octubre de 1920, Grechkin se convirtió en subcomandante de la 37.ª Brigada Independiente de Fusileros (más tarde, la 37.ª División de Fusileros) en el Distrito Militar del Cáucaso Norte. Después fue nombrado comandante del 111.º Regimiento de Fusileros y en junio de 1922 fue transferido para convertirse en subcomandante del 37.º Regimiento de Fusileros de la 13.ª División de Fusileros, en el mismo distrito. En julio de 1923, tomó el mando del Batallón de la Guardia Independiente de Rostov. En junio de 1924, se convirtió en subcomandante y comandante interino del 64.º Regimiento de Fusileros de la 22.ª División de Fusileros.
En 1926, después de graduarse en los cursos de mejora para comandante de la Escuela Superior de Fusileros para Personal de Mando del Ejército Rojo, conocidos popularmente como cursos Vystre, fue enviado al Distrito Militar de Asia Central y nombrado comandante del 9.º Regimiento de Fusileros del Turquestán de la 3.ª División de Fusileros de Turquestán. Entre abril y julio de 1931, combatió contra Ibrahim Bek, el líder del movimiento insurgente musulmán de los Basmachí. En enero de 1932, fue transferido para convertirse en subcomandante de la 15.ª División de Fusileros y en julio de 1935 se convirtió en comandante interino de la división. El 26 de noviembre, cuando el Ejército Rojo reintrodujo nuevamente los rangos militares regulares, se le asignó el rango de kombrig.
En marzo de 1936, fue nombrado jefe del Departamento de Entrenamiento Militar Estudiantil del Distrito Militar de Kiev y en septiembre de 1938 se convirtió en subcomandante del 13.º Cuerpo de Fusileros. En 1939, se graduó de los Cursos de Perfeccionamiento para Oficiales Superiores (KUVNAS) en la Academia Militar del Estado Mayor de las Fuerzas Armadas de la URSS y en septiembre combatió en la invasión soviética de Polonia. Al comienzo de la guerra de Invierno, Grechkin fue nombrado comandante de la recién formada 1.ª División del Ejército Popular de Finlandia, las fuerzas armadas de la República Democrática de Finlandia, gobierno de escasa duración y que no llegó a ser reconocido. Dirigió la división durante la captura de Viborg en la primavera de 1940, justo antes del final de la guerra. El 4 de junio, el Ejército Rojo cambió su sistema de rango y se convirtió en mayor general. En julio, fue nombrado subcomandante del Distrito Militar del Cáucaso Norte para instituciones de educación superior.

### Segunda Guerra Mundial
Durante los primeros meses después de la Operación Barbarroja, la invasión alemana de la Unión Soviética el 22 de junio de 1941, Grechkin se encargó de organizar la construcción de la línea defensiva del río Miús, que protegía los accesos a Rostov del Don. Del 3 de agosto al 4 de septiembre, fue comandante interino del Distrito Militar del Cáucaso Norte. En octubre se convirtió en comandante del grupo operativo del 56.º Ejército, liderándolo durante la defensa de Rostov, que terminó en una retirada de la ciudad después de intensos y sangrientos combates. Junto con el 9.º Ejército y el resto del 56.º Ejército, el grupo operativo pudo recuperar la ciudad durante la subsiguiente ofensiva de Rostov. En junio de 1942, se convirtió en subcomandante del 24.º Ejército y en agosto de 1942 tomó el mando de la 318.º División de Fusileros.
En diciembre, se convirtió en comandante del 16.º Cuerpo de Fusileros y luego en las tropas de desembarco del 18.º Ejército. Durante febrero de 1943, dirigió el grupo operativo del 18.º Ejército encargado de organizar y entrenar tropas de asalto anfibio al sur de Novorossísk. En junio, fue nombrado comandante del 9.º Ejército, que dirigió durante la Operación Novorossísk-Tamán en septiembre y octubre. En octubre, fue ascendido a teniente general y un mes más tarde transferido para comandar el 28.° Ejército, que comandó en la Ofensiva Níkopol-Krivói Rog y la Ofensiva Bereznegovatoye-Snigirevka.
En mayo de 1944, fue nombrado subcomandante del Tercer Frente Báltico, y en este puesto participó en la Ofensiva Pskov-Ostrov. En agosto de 1944, recibió el mando de una fuerza que constaba de la 128.ª División de Fusileros y la 191.ª División de Fusileros. El 16 de agosto, la fuerza de Grechkin desembarcó en Mehikoorma y estableció una cabeza de puente como parte de la Ofensiva de Tartu. Posteriormente participó en la Ofensiva de Riga. En octubre, el frente fue disuelto y Grechkin fue puesto a disposición de la Dirección General de Personal del Comisariado del Pueblo de Defensa. En abril fue puesto a disposición del consejo militar del Primer Frente Ucraniano y, al final de la guerra, tomó el mando del 48.º Cuerpo de Fusileros del frente.

### Posguerra
Después del final de la guerra, continuó al mando del 48.º Cuerpo de Fusileros, que se convirtió en parte del Distrito Militar de Lvov. En mayo de 1946 asumió el mando del 73.º Cuerpo de Fusileros en el Distrito Militar de los Cárpatos y, desde octubre de 1946, fue subjefe de los cursos de mejora de los comandantes de Vystrel. En febrero de 1951, se convirtió en jefe del departamento especial de entrenamiento acelerado en el Instituto Militar de Idiomas Extranjeros, puesto en el que permaneció hasta que se jubiló en junio de 1954. Después de su jubilación vivió en Moscú, donde murió el 30 de agosto de 1964.

## Promociones
- Kombrig (26 de noviembre de 1935)
- Komdiv (1 de febrero de 1940)
- Mayor general (4 de junio de 1940)
- Teniente general (9 de octubre de 1943).[4]

## Condecoraciones
A lo largo de su carrera militar Alekséi Grechkin recibió las siguientes condecoracionesː
|  | Orden de Lenin (21 de febrero de 1945). |
|  | Orden de la Bandera Roja, cinco veces (16 de noviembre de 1931, 13 de diciembre de 1942, 5 de agosto de 1944, 3 de noviembre de 1944 y 20 de junio de 1949). |
|  | Orden de Suvórov de 2.do grado (6 de mayo de 1945). |
|  | Orden de Kutúzov de 1.er grado (25 de mayo de 1945). |
|  | Orden de Bohdán Jmelnitski de 1.er grado (19 de marzo de 1944).                                                                                              |
|  | Medalla del 20.º Aniversario del Ejército Rojo de Obreros y Campesinos                                                                                       |
|  | Medalla Conmemorativa por el Centenario del Natalicio de Lenin «Al valor militar»                                                                            |
|  | Medalla por la Defensa del Cáucaso (1944) |
|  | Medalla por la Victoria sobre Alemania en la Gran Guerra Patria 1941-1945 (1945)                                                                             |
|  | Medalla por la Conquista de Berlín (1945) |
|  | Medalla Conmemorativa del 20.º Aniversario de la Victoria en la Gran Guerra Patria de 1941-1945 (1965)                                                       |
|  | Medalla Conmemorativa del 30.º Aniversario de la Victoria en la Gran Guerra Patria de 1941-1945 (1975)                                                       |
|  | Medalla Conmemorativa del 40.º Aniversario de la Victoria en la Gran Guerra Patria de 1941-1945 (1985)                                                       |
|  | Medalla Conmemorativa del 800.º Aniversario de Moscú |